# Pandemia de COVID-19 en Río de Janeiro
El primer caso de la pandemia de enfermedad por coronavirus en Río de Janeiro, estado de Brasil, inició el 5 de marzo de 2020. Hay 157.834 casos confirmados y 12.876 fallecidos.

## Cronología

### Marzo
El 5 de marzo se confirma el primer caso, una mujer de 27 años de Barra Mansa, que estuvo en un viaje por Italia y Alemania.
El 7 de marzo se confirma el segundo caso, otra mujer de 52 años de Río de Janeiro, que estuvo en Italia.
El 19 de marzo muere una adulta mayor de 63 años, producto de la COVID-19 y antecedentes de diabetes e hipertensión, siendo la primera muerte por coronavirus en el estado, la occisa era falleció en Miguel Pereira.
El 22 de marzo fallece un adulto mayor de 66 años por COVID-19 en la ciudad de Río de Janeiro.

## Registro
Lista de municipios de Ríos de Janeiro con casos confirmados:
| Posición | Municipio                          | N.º casos | N.º muertes |
| -------- | ---------------------------------- | --------- | ----------- |
| 1        | Río de Janeiro                     | 5903      | 535         |
| 2        | Duque de Caxias                    | 395       | 70          |
| 3        | Nova Iguaçu                        | 372       | 35          |
| 4        | Niterói                            | 344       | 25          |
| 5        | Volta Redonda                      | 255       | 11          |
| 6        | São Gonçalo (Río de Janeiro)       | 250       | 22          |
| 7        | Itaboraí                           | 213       | 9           |
| 8        | São João de Meriti                 | 183       | 17          |
| 9        | Belford Roxo                       | 165       | 10          |
| 10       | Mesquita (Río de Janeiro)          | 154       | 13          |
| 11       | Petrópolis                         | 91        | 9           |
| 12       | Magé                               | 88        | 5           |
| 13       | Nilópolis                          | 71        | 6           |
| 14       | Maricá                             | 64        | 9           |
| 15       | Campos dos Goytacazes              | 60        | 2           |
| 16       | Nova Friburgo                      | 51        | 4           |
| 17       | Queimados                          | 50        | 4           |
| 18       | Angra dos Reis                     | 47        | 0           |
| 19       | Macaé                              | 44        | 9           |
| 20       | Teresópolis                        | 44        | 1           |
| 21       | Cabo Frío                          | 43        | 3           |
| 22       | Itaguaí                            | 41        | 5           |
| 23       | Rio das Ostras                     | 39        | 7           |
| 24       | Araruama                           | 31        | 1           |
| 25       | Japeri                             | 31        | 2           |
| 26       | Barra Mansa                        | 29        | 1           |
| 27       | Paracambi                          | 24        | 2           |
| 28       | Casimiro de Abreu (Río de Janeiro) | 23        | 0           |
| 29       | Rio Bonito                         | 22        | 3           |
| 30       | São Pedro da Aldeia                | 22        | 2           |

## Estadísticas
Los gráficos a continuación muestran el crecimiento de casos y muertes después de la confirmación del primer caso en Brasil (25/02/2020). Los datos provienen de los boletines del Departamento de Salud del Estado (SES).

Estadísticas.
Estadísticas.
Estadísticas.
Estadísticas.